# Cuconeștii Vechi, Edineț
Cuconești Vechi este un fost sat din cadrul comunei Cuconeștii Noi din raionul Edineț, Republica Moldova.
Conform datelor recensământului din 5-12 octombrie 2004 în satul Cuconeștii Vechi mai locuia doar o singură persoană, anume un bărbat etnic român. Decăderea satului a început odată cu construcția hidrocentralei de la Costești–Stânca, când o bună parte a satului a fost acoperit de apele lacului de acumulare în perioada anilor 1975-78, iar localnicii au fost strămutați în Cuconeștii Noi. 
În 2014, satul nu mai avea niciun locuitor.

## Istorie
A fost ateste pentru primat dată în anul 1600, scris Cohonești:
„Din mila lui dumnezeu, noi, Io Eremia Moghilă voievod, domn al Țării Moldovei. Facem cunoscut cu această carte a noastră tuturor celor ce o vor vedea sau o vor auzi citindu-se, că pe acest adevărat credincios al nostru, pan Macri mare armaș, l-am miluit cu mila noastră deosebită, i-am dat și i-am întărit lui și cneaghinei lui, Nastea, ocina lor dreaptă și cumpărătura tatălui cneaghinei Nastea, Chicer diac, patra parte din satul Giumătățeni, partea de jos și a patra parte de moară ce este pe râul Jijia, ...

...

Și de asemeni a venit înaintea noastră și înaintea boierilor noștri Petrea, fiul lui Ion, nepotul lui Laur și vărul lui, Grozea și fratele lui, Micul, copiii Petricăi și Hardon, fiul lui Drăgan, deasemeni nepoții lui Laur și Bosioc, fiul lui Craciun și Mihalcea, fiul lui Efrim si verele lor, Urata si Mărica, nepoții lui Drăgan ce bătrân, de bună voia lor, nesiliți de nimeni, nici asupriți și au vândut ocina lor dreapta și cumpărătura ce au avut dela Caico, fiul lui Semeon, nepotul lui Danciul și din uricul ce a avut dela Ștefan voievod cel Bătrân, două părți din tot satul Cohonești, ce se va alege partea lor. Acestea le-au vândut credinciosului nostru Macri mare armaș și cneaghinei lui, Nastea, pentru o sutași cincizeci de taleri, și au plătit deplin toți acești bani mai sus scriși în mâinile tuturor acestor mai sus scriși, dinaintea noastră și dinaintea boierilor noștri.

...

A scris Arsenie Nebojatco diac la Suceava, în anul 7108 <1600> luna Martie 20 zile.”

## Galerie de imagini

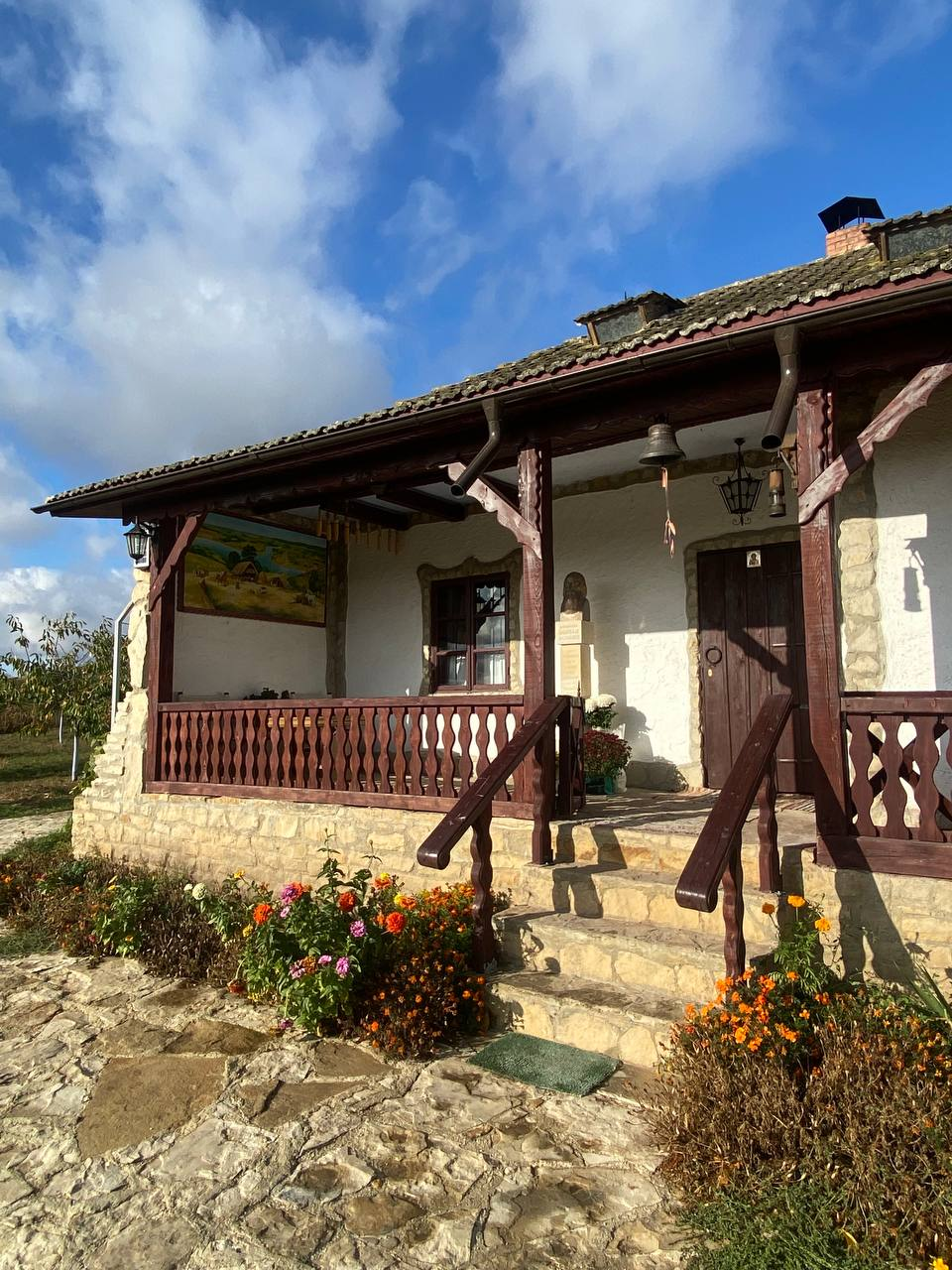
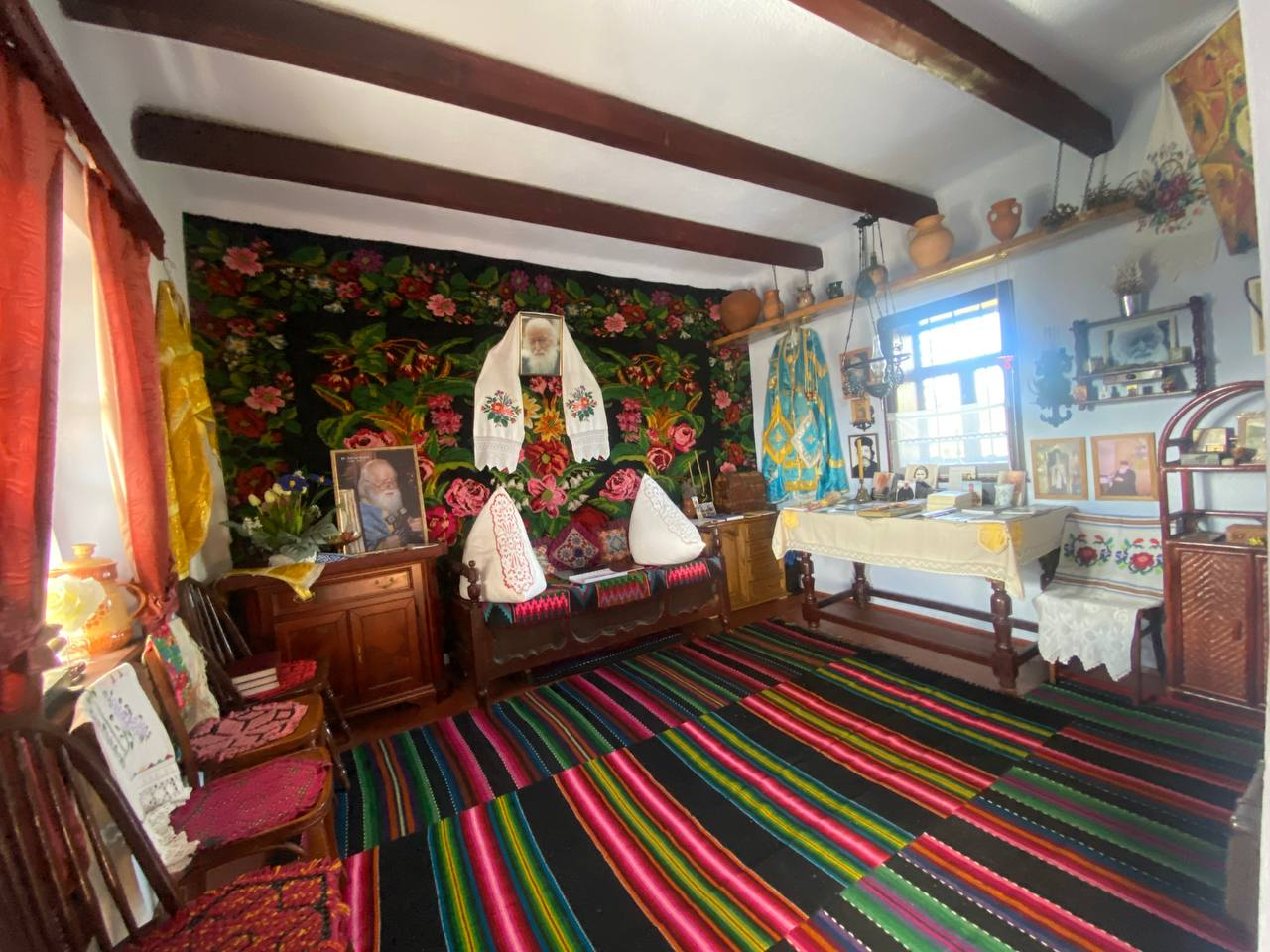
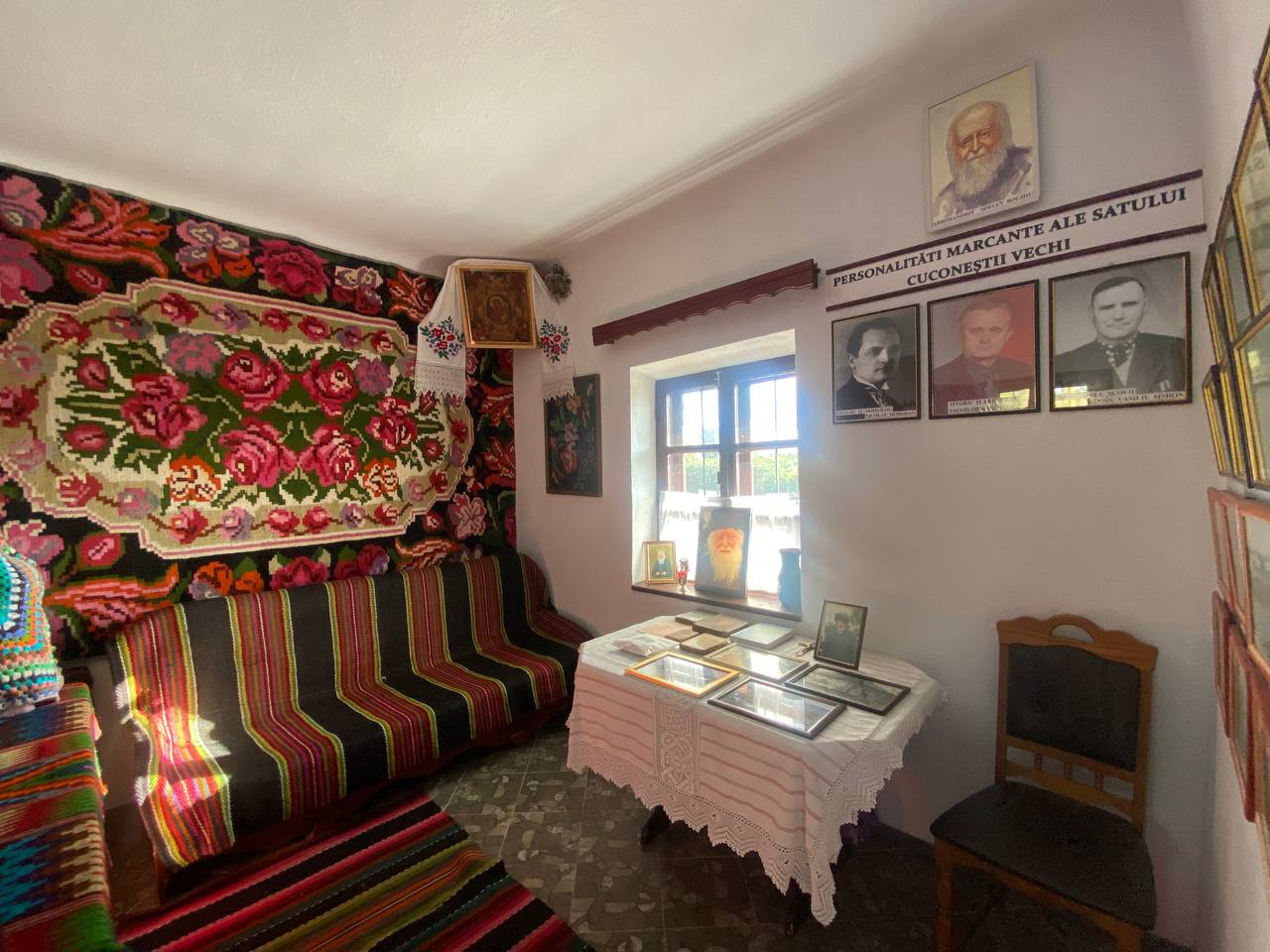
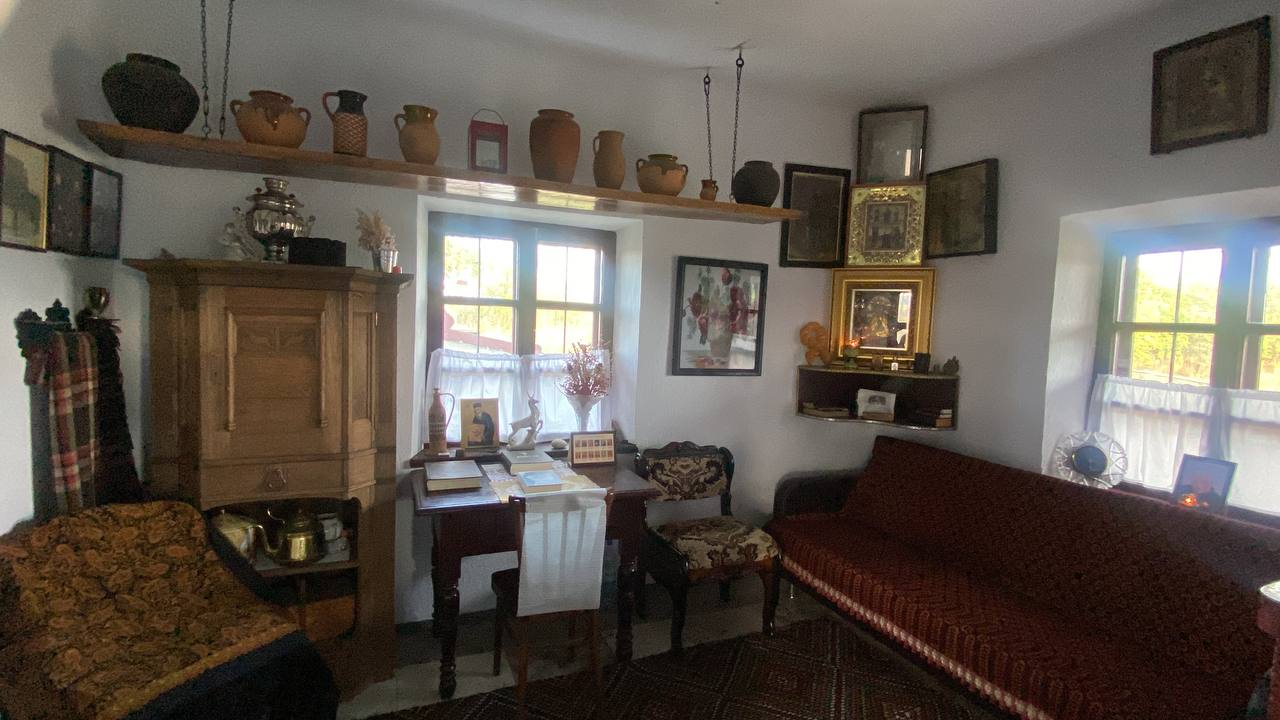

Casa-muzeu din Cuconeștii Vechi
Alte locuri

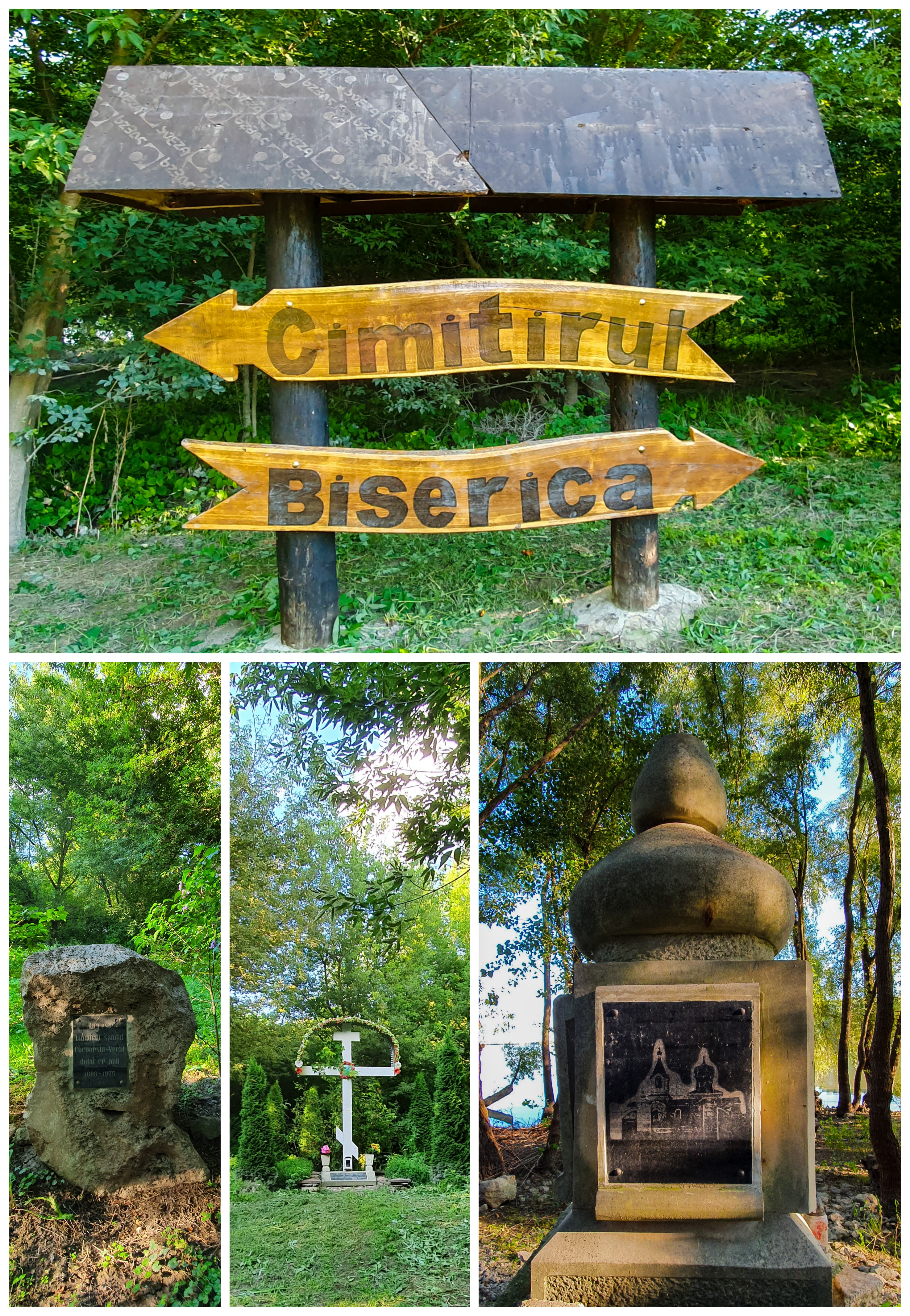
Memoriale pe locul cimitirului de cândva, precum și o ilustrare a bisericii de odinioară.
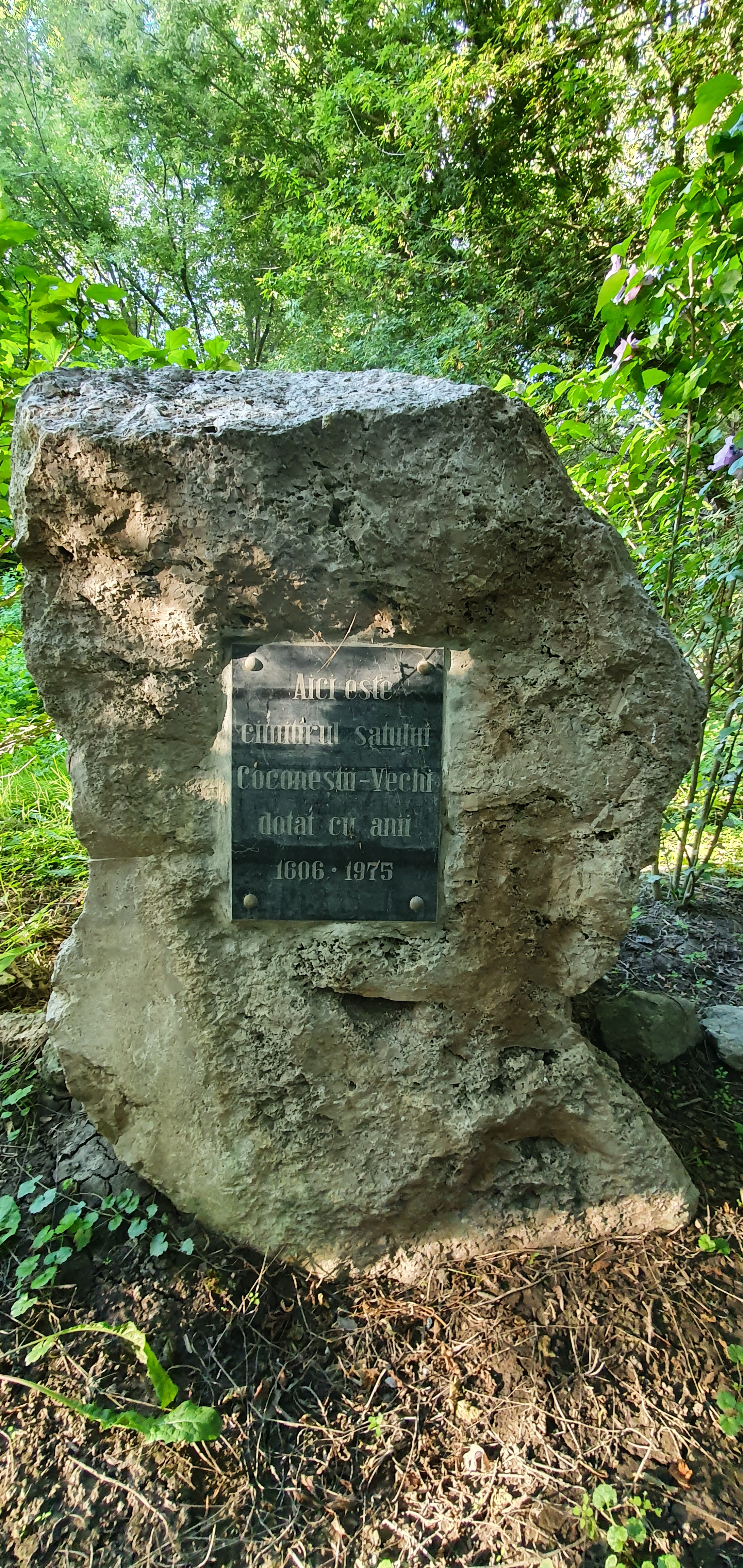
Piatră comemorativă pe locul cimitirului satului.
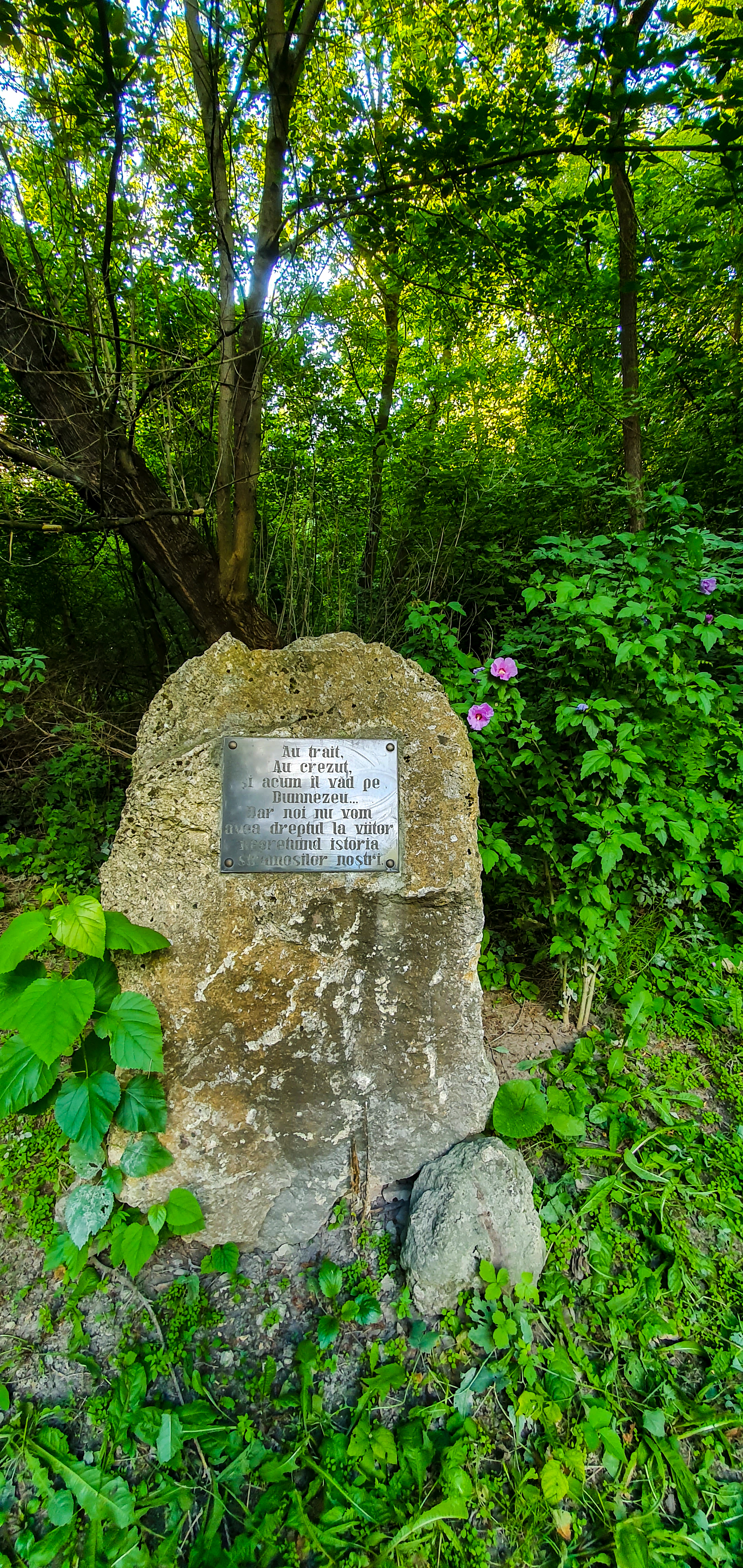
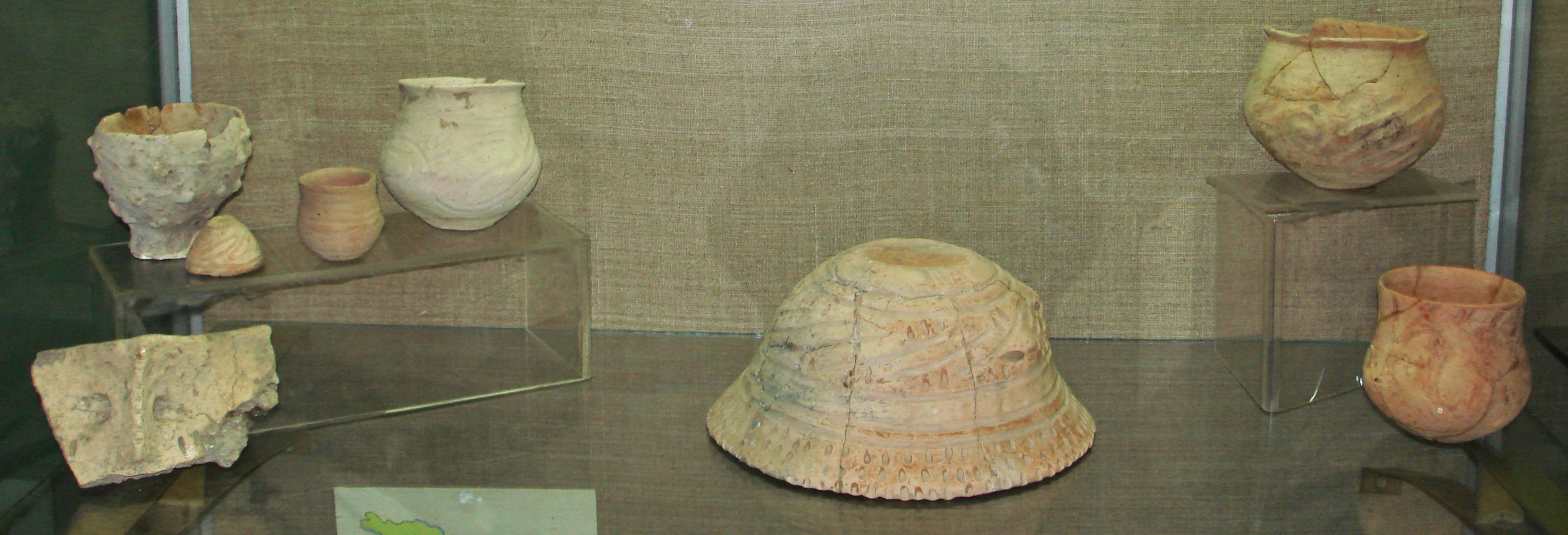
Obiecte descoperite în localitate (Cultura Cucuteni).

## Personalități
- Nicolae Moroșan (n. 1902 - d. 2 februarie 1944), geolog, savant, arheolog, paleontolog.
- Sofian Boghiu (n. 7 octombrie 1912 – d. 14 septembrie 2002) a fost un mare duhovnic ortodox și pictor bisericesc român, canonizat ca sfânt